# El Algarrobico
El Algarrobico est un bâtiment inachevé au sud-est de l'Espagne, initialement voué à l'hôtellerie, et aujourd'hui en ruine.

## Historique
La construction de l'hôtel El Algarrobico débute en 2003 à l'initiative du promoteur Azata del Sol. Situé au sein du Parc naturel du Cabo de Gata-Níjar, sur la commune de Carboneras, ce bâtiment de 21 étages a nécessité de creuser dans la montagne pour faire face à la mer. Sous la pression des écologistes qui ont invoqué la loi littoral espagnole, le projet est jugé illégal et son chantier est stoppé en 2006. Inachevé, le bâtiment demeure aujourd'hui à l'état de ruine. Son promoteur multiplie depuis les recours en justice.